# Ley de fragmentos incluidos
La ley de fragmentos incluidos es un método de datación relativa en geología. Básicamente, esta ley establece que los fragmentos de una roca son más antiguos que la propia roca. Un ejemplo de esto es un xenolito, que es un fragmento de roca local que cayó en el magma pasajero como resultado de la deposición. Otro ejemplo es un fósil derivado, que es un fósil que ha sido erosionado de un lecho más antiguo y redepositado en uno más joven.
Se trata de una reafirmación del principio de las inclusiones y los componentes original de Charles Lyell de su obra Principios de geología (1830-1833), que establece que, en el caso de las rocas sedimentarias, si se encuentran inclusiones (o clastos) en una formación, las inclusiones deben ser más antiguas que la formación que las contiene. Por ejemplo, en las rocas sedimentarias, es común que la grava de una formación más antigua sea arrancada e incluida en una capa más nueva. Una situación similar con las rocas ígneas ocurre cuando se encuentran xenolitos. Estos cuerpos extraños son recogidos como magma o flujos de lava, y se incorporan, para posteriormente enfriarse en la matriz. Por ello, los xenolitos son más antiguos que la roca que los contiene.